# Literatura angolesa
La literatura angolesa té els seus orígens a mitjans del segle xix. La diversitat de la cultura d'Angola es reflecteix en la diversitat de la seva literatura, que tradicionalment ha estat combativa i satírica, però el projecte d'una ficció que va conferir a l'home africà l'estat de sobirania sorgeix al voltant de 1950 generant el moviment Novos Intelectuais de Angola.
Com que Angola era una colònia de Portugal, es tracta d'un país lusòfon. La majoria dels autors escriuen en portuguès, encara que hi ha moltes tribus diferents i el portuguès no és la llengua principal de tots els angolesos. El 2006 Luandino Vieira fou guardonat amb el Premi Luís de Camões, tot i que el va rebutjar i el premi en metàl·lic de $128,000USD per "raons personals i íntimes."
Agostinho Neto, el primer president d'Angola, era un reconegut poeta. Cremilda de Lima és una de les escriptores angoleses per a nens més coneguda.

## Escriptors
- Hermenegildo Pascoal (1995)
- Adriano Botelho de Vasconcelos (1955)
- Agostinho Neto (1922—1979)
- Ana Paula Ribeiro Tavares (1955)
- António Jacinto (1924—1991)
- Arlindo Barbeitos (1940)
- Henrique Abranches (1932—2002)
- Isabel Ferreira (1958)
- João Melo (1955)
- José Eduardo Agualusa (1960)
- José Luandino Vieira (1935)
- Kardo Bestilo (1976)
- Luís Filipe Guimarães da Mota Veiga (1948—1998)
- Ondjaki o Ndalu de Almeida (1977)
- Paulo de Carvalho (1960)
- Pepetela o Artur Carlos Maurício Pestana dos Santos (1941)
- Ribeiro Tenguna (1979)
- Uanhenga Xitu (1924-2014)
- Víctor Kajibanga (1964)
- Viriato Clemente da Cruz (1928—1973)